# Lothar Claesges
Lothar Claesges (Krefeld, Rin del Nord-Westfàlia, 3 de juliol de 1942) va ser un ciclista alemany que fou professional entre 1965 i 1966. Es dedicà principalment al ciclisme en pista.
El 1964 va prendre part en els Jocs Olímpics de Tòquio, tot guanyant una medalla d'or en la prova de persecució per equips, junt a Ernst Streng, Karlheinz Henrichs i Karl Link. En aquests mateixos Jocs finalitzà en sisena posició en la prova del quilòmetre contrarellotge.
El 1962 i 1964 es proclamà campió del món amateur de persecució per equips.
Claesges va morir el 12 de novembre de 2021, a l'edat de 79 anys, a la seva ciutat natal de Krefeld

## Palmarès
- 1962
  -  Campionat del món de persecució per equips amateur, amb Ehrenfried Rudolph, Bernd Rohr i Klaus May
- 1964
  -  Medalla d'or als Jocs Olímpics de Tòquio en persecució per equips
  -  Campionat del món de persecució per equips amateur, amb Ernst Streng, Karlheinz Henrichs i Karl Link
- 1966
  - Vencedor d'una semietapa de la Setmana Catalana